# William James Herschel
Sir William James Herschel, 2°. Baronete de Herschel (Slough, 9 de janeiro de 1833 — 24 de outubro de 1917) foi um funcionário público do governo da Índia britânica. É reconhecido como o primeiro europeu a perceber a aplicação prática das impressões digitais, contribuindo assim para a implantação definitiva da papiloscopia.

## Família
William Herschel nasceu na Inglaterra numa família bem conhecida de cientistas e artistas musicais. O seu avô, Sir William Herschel, foi um dos mais influentes astrónomos de todos os tempos. A sua tia-avó, Caroline Lucretia Herschel, também se destacou pelo seu trabalho relacionado com a astronomia, além de ser conhecida como cantora. O seu pai, John Frederick William Herschel, foi também um conhecido matemático e astrónomo. Um dos seus onze irmãos, Alexander Stewart Herschel, também se destacou como astrónomo.

## Descobertas relacionadas com a papiloscopia
William Herschel tornou-se conhecido por ser o primeiro europeu de que se tem registo que recolheu impressões digitais para a identificação de pessoas, especialmente com o objectivo de autenticar contratos e documentos legais. Visto que havia tido problemas no cumprimento de contratos efectuados anteriormente, em 28 de Julho de 1858, William Herschel exigiu que Rajyadhar Konai, um homem de negócios nativo de Hooghly, Jungipoor, Bengala Ocidental, colocasse a inteira impressão da sua mão no verso do contrato. A ideia inicial era somente causar impacto no negociante. Isto acabou por resultar, uma vez que o contrato foi cumprido. Diante do resultado positivo, Herschel fez disso um hábito, requerendo a impressão da palma da mão e posteriormente apenas a impressão do dedo médio em todos os contratos daquela data em diante. Com o uso continuado desta prática, a colecção de impressões digitais foi crescendo e Herschel começou a notar que, comparando as impressões, podia realmente provar ou contestar a identidade das pessoas. Apesar das suas experiências serem limitadas, Herschel estava convencido, correctamente, que não existiam duas impressões iguais e que estas se manteriam inalteradas com o passar dos anos, o que o inspirou a ampliar o uso.
Em 1877, ao serviço dos Serviços Administrativos Ingleses, na Índia, recorreu extensamente ao uso de impressões digitais para se assegurar de que os pensionistas do Exército Britânico em Hooghly, não recebiam as suas pensões mais do que uma vez. Na altura dos pagamentos obrigou os homens a "assinarem" os recibos do dinheiro deixando as suas impressões digitais nos documentos. Também, o método passou a ser aplicado na prisão local para impedir que os condenados pagassem a substitutos para cumprirem as suas penas.
A técnica de Herschel foi mais tarde aperfeiçoada pelo cientista Sir Francis Galton e pelo policial Edward Henry para a detecção e identificação de criminosos.